# Shadow of Rome
Shadow of Rome (シャドウオブローマ) est un jeu vidéo de type hack 'n' slash et infiltration développé par Capcom Production Studio 2 et édité par Capcom, sorti en 2005 sur PlayStation 2.

## Système de jeu
Le jeu alterne entre phases de combat avec Agrippa et phases d'infiltration avec Octavien. 
En incarnant Agrippa il faut livrer bataille contre d'autres gladiateurs dans des arènes. Les gladiateurs ennemis sont des femmes gladiateurs, des gladiateurs de petite taille, des gladiateurs de taille moyenne et des gladiateurs de grande taille. Les objectifs changent en fonction des combats d'arène. Il y a aussi des courses de chars et des moments où Agrippa a son poste militaire qui est centurion pour combattre des Germains, des légionnaires Romains dans quelques niveaux, des légionnaires d'élite, des bandits et des pirates. Les femmes ennemies ont un style plus acrobatique que les autres, les ennemis de petite taille sont des nains moins faciles à atteindre et attaquent plus en sautant pour compenser leur petite taille. Les moyens ont une façon de combattre plus similaire à celle d'Agrippa et les ennemis grands utilisent plus leur poids (coups avec les mains jointes, attaques en chargeant). Il faut aussi combattre des animaux sauvages en arène. Enfin on peut remarquer que les gladiatrices et les ennemis petits ne sont pas forcément les plus faibles mais sont les moins résistants face aux coups, les gladiateurs moyens sont plus résistants et les grands qui sont les plus lourds sont les plus résistants et les plus forts en attaque. Les pirates sont aussi des ennemis grands et lourds du fait qu'ils apparaissent à la fin du jeu. Les boss ont leur points de vie visibles. On perd si Agrippa n'a plus de points de vie ou si on arrive pas à remplir les conditions requises dans certains combats de gladiateurs.
En incarnant Octavien il faut utiliser la furtivité, se déguiser sans être reconnu et résoudre des énigmes. Si Octavien prend une attaque ennemie ou se fait repérer par certains personnages on perd directement. Il faut aussi quelquefois assommer des ennemis avec des objets et il faut combattre quelques fois avec des torches même si Octavien est plus spécialisé dans l'infiltration et la furtivité.    

## Accueil
- Famitsu : 33/40[1]
- GameSpot : 8,2/10[2]
- IGN : 7,6/10[3]